# Сотирос Атанасопулос
Сотирос Атанасопулос је био грчки гимнастичар који је учествовао на првим Олимпијским играма 1896. у Атини.
Атанасопулос је учествовао у дисциплини разбоју екипно као предводник екипе. Екипа грчког Панхеленског удружења, једна од две грчке екипе на овом такмичењу, освојила је друго место и сребрну медаљу.